# Vesterø Havnekirke
Vesterø Havnekirke er en tidligere dansk kirke, beliggende i Vesterø Havn på Læsø. Kirken blev bygget i 1954 og fungerede som sognekirke frem til 23. november 2003, hvor den sidste gudstjeneste i kirken blev afholdt. Kirken blev oprindeligt bygget pga. afstanden til Vesterø Søndre Kirke ca. tre km derfra, men nu var afstanden ikke et problem mere og de fleste kirkelige handlinger foregik alligevel i Vesterø Søndre Kirke. I modsætning til de fleste andre danske kirker vender koret mod vest og tårnet mod øst. Den blev solgt for en krone til Læsø Saltsyderi, for at blive brugt til kursted for psoriasispatienter under navnet Læsø Kur, der blev indviet 14. juni 2008. Det er restprodukter fra øens saltproduktion, der bruges i kurbadets behandling af patienterne.